# Дулицкое
Дули́цкое (укр. Дулицьке) — село, входит в Сквирский район Киевской области Украины. Расположено на реке Раставице.
Население по переписи 2018 года составляло 820 человек. Почтовый индекс — 09025. Телефонный код — 4568. Занимает площадь 4,06 км². Код КОАТУУ — 3224082101.

## Известные люди
В селе родились:
- Леонид Васильевич Мизин (род. 1921) — советский адмирал.
- Митрополи́т Анто́ний (в миру Василий Иванович Фиалко; род. 1946) — архиерей Украинской Православной Церкви (Московского Патриархата).
- Гаркуша Павел Яковлевич 1917 год - техник лейтенант 2 ранга, 312 шап.

## Местный совет
09025, Киевская обл., Сквирский р-н, с. Дулицкое, ул. Ленина; тел. 2-86-43.